# Objecte totpoderós
Un objecte totpoderós, en programació orientada a objectes, és un objecte que coneix massa o fa massa, és un exemple d'anti-patró.

## Història
La idea bàsica darrere de la Programació Estructurada és: un gran problema es divideix en molts petits problemes (estratègia Divideix i Venceràs) i les solucions són creades per a cadascun d'ells. Una vegada que els petits problemes han estat resolts, el gran problema esdevé resolt com un tot.
El Codi de l'Objecte totpoderós no segueix aquesta regla. En el seu lloc, la funcionalitat sencera del programa està codificada en un sol objecte que fa tot. Aquest objecte totpoderós manté tota la informació del programa sencer i conté tots els mètodes i subrutines per manipular les dades. Com que l'objecte conté moltes dades i requereix molts mètodes, el seu rol al programa es converteix en Objecte Totpoderós (Abasta tot). En lloc d'objectes comunicant-se entre ells directament, els objectes al programa es pengen de l'Objecto Totpoderós per manejar la seva informació i interacció. Com l'Objecte Totpoderós és referenciat per gairebé tot el codi, el manteniment es torna molt més difícil, que en el cas d'un programa amb el codi millor dividit 
L'objecte totpoderós és la fallada d'usar subrutines de llenguatges procedurals en orientació a objectes o d'usar massa variables globals per emmagatzemar informació d'estats.
Crear un objecte totpoderós és típicament considerat una mala pràctica de programació, aquesta tècnica és usada ocasionalment per a entorns de programació ajustats, on l'augment de rendiment lleuger i la centralització és més important que el manteniment i l'elegància de programació.